# Ruth Schönherr
Ruth Schönherr (* 17. Januar 1999 in Erfurt) ist eine deutsche ehemalige Kinderschauspielerin.

## Leben
Ruth Schönherr besuchte das Heinrich-Mann-Gymnasium Erfurt. und war Mitglied der U-14 Volleyball-Mannschaft der TuS Braugold Erfurt e.V.
Von 2012 bis 2015 spielte sie in der Kinder- und Jugendserie Schloss Einstein die Li-Ming Schumann.

## Filmografie
- 2012–2015: Schloss Einstein (Fernsehserie, 87 Folgen)
- 2013: KiKA Live Schloss Einstein Backstage